# ボックスワイン

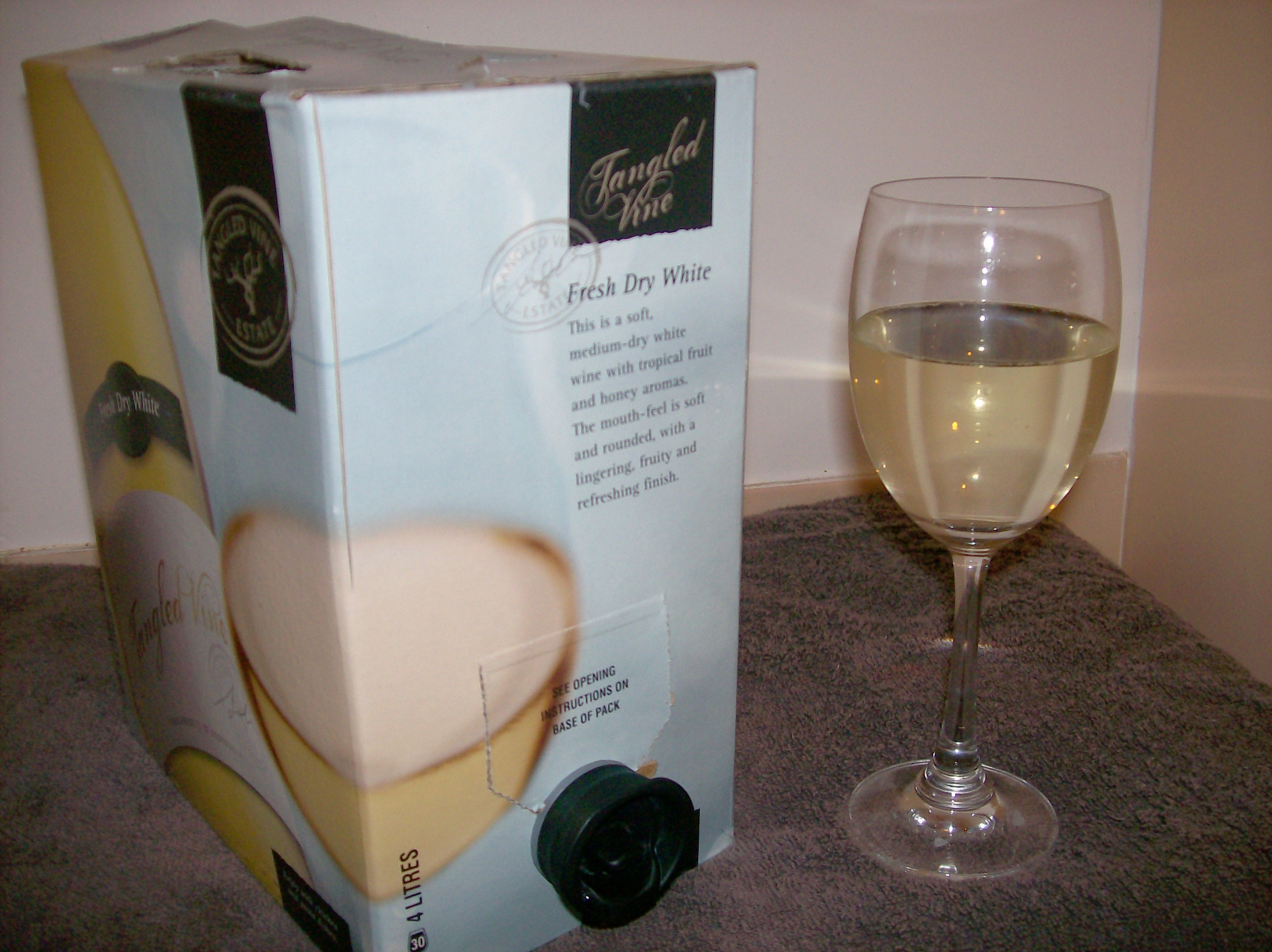
4リットル入り（オーストラリア）

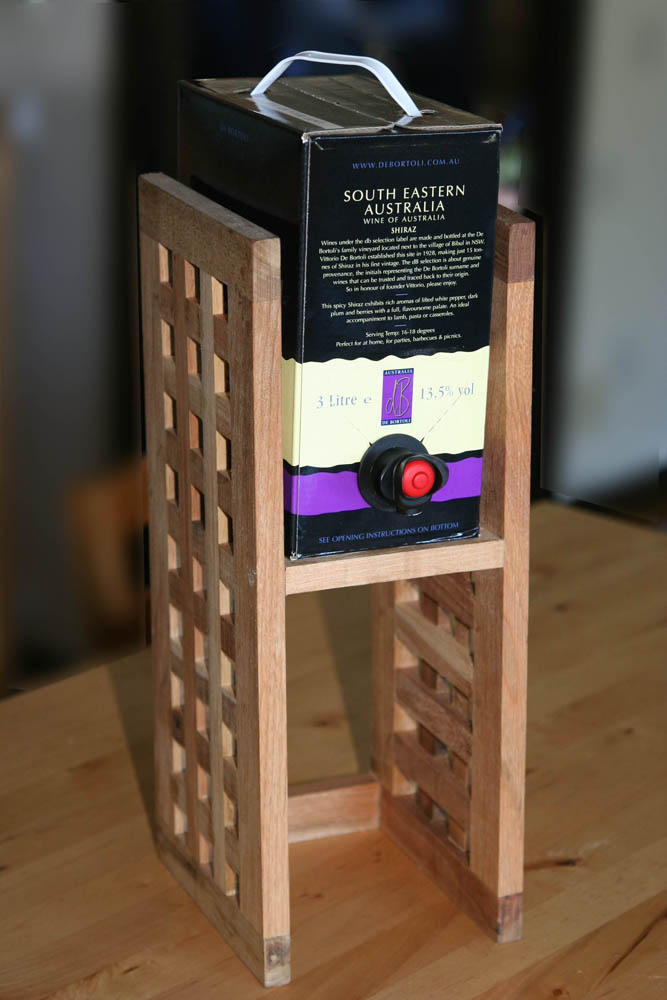
3リットル入り（オーストラリア）

ボックスワイン (box wine / boxed wine)は、ポリエチレンまたはアルミ製の内袋に入った内容物が、硬質紙製の外箱の中に入れられた状態のワイン、またはその包装形態のこと。包装形態はカスク(cask)という呼び名も一般的である。内袋には気密性を有したバルブが取り付けられており、バルブをつまむことで好みの量を注ぐことができる。放出したワインの分だけ内袋がしぼみ、内袋に残存したワインが空気に触れることがないため、ワインの酸化を防止でき、長期間の保存が可能である。コルクや合成シールで栓がなされるボトルワインの代替物として機能している。
箱ワイン、カスクワイン (cask wine)、バッグインボックス (bag in box, BIB)などとも。オーストラリアでは稀にgoon（グーン）、goon bag（グーン・バッグ）とも呼ばれる。

## 歴史
オーストラリアの南オーストラリア州レンマークに拠点を置くアンゴーヴス社のトーマス・アンゴーヴがワイン用カスクを発明し、1965年4月20日にアンゴーヴズ社が特許を取得した。オリジナルのデザインでは、1ガロン（4.5リットル）のポリエチレン製内袋が小売り用段ボール箱の中に入れられていた。この方式では消費者が購入後に外箱の角をカットする必要があり、ワインを注いだ後には特別な留め物で再び封をする必要があった。
1967年、オーストラリア人発明家のチャールズ・マルパスとペンフォールズ社は、より便利に貯蔵するためにアルミなどの金属製内袋に接着させたプラスティック製気密バルブの特許を取得した。現在はすべてのワイン用カスクがプラスティック製バルブを使用しており、バルブを覗かせるための穴を一辺に開けた外箱に収納されている。ワイン用カスクはガラス製ボトルより安価に製造でき、またガラス製ボトルより輸送が容易なため、主に低価格ワインの生産者に好まれた。
2003年、アメリカ合衆国・カリフォルニア州のセントラルコーストAVAに拠点を置くブラックボックス・ワインズ社は、かなりの量の上質ボックスワインを生産し、ボックスワインは低価格ワインの代替物にすぎないとする固定観念を覆す役割を果たした。ブラックボックス・ワインズ社の試みから10年以内に、フレンチ・ラビット社、バンディット・ワインズ社、オクタヴィン社、ターゲット社など数百もの上質ワインのワイナリーとボトル詰め業者が、自社で生産した高品質ワインをワイン用カスクに詰めて販売することを開始した。この潮流は環境に優しい持続可能な包装への文化的関心の増大と結び付けられており、裕福なワイン消費者の間でもボックスワインの人気が高まっている。

## 特徴
ボックスワインはガラス製のボトルワインよりも輸送と保管が容易であるだけでなく、製造費が安価で、重量が軽く、環境に優しい。ボックスワインの内容量は多様であるが、一般的には750ミリリットルのボトルワインの1.5倍から4倍の容量を持つ。
ボックスワインには気密性を有したバルブが取り付けられており、このバルブはワインの酸化を大幅に減少させる。開封後数時間または数日の間に消費すべきであるとされるボトルワインと比較すると、ボックスワインは天然コルクを使用しないためコルク汚染を受けず、また空気に触れないため開封後約3-4週間は品質を保つ。
ボックスワインはワインセラーによる保管を考慮されておらず、生産者が印字した品質保持期間の内に消費すべきである。充填から12か月が経過すると品質劣化が目立つ場合がある。